# Bud Westmore
Bud Westmore (13 de janeiro de 1918 — 24 de junho de 1973) foi um maquiador estadunidense. Ele pertencia a uma conhecida família de maquiadores de Hollywood. Sua carreira se estendeu do final da década de 1930 até sua morte em 1973.

## Biografia
George Hamilton Westmore nasceu Hamilton Adolph. Ainda bebê foi levado para morar no sul da Califórnia por seu pai, George Westmore, um cabeleireiro da Inglaterra que chegou a Hollywood em 1917. Bud e seus cinco irmãos - Montague, Perc, Wally e Frank - fundaram a House of Westmore, da qual comercializavam sua própria linha de cosméticos.
Ele começou sua carreira de maquiador em 1938 na 20th Century Fox. Também trabalhou para diversos outros estúdios, incluindo a Warner Brothers, Paramount e Eagle-Lion Films antes de ingressar na Universal Studios como chefe do departamento de maquiagem em 1947. Ele permaneceu lá até sua aposentadoria. Seus trabalhos incluem os filmes Fatalidade (1947), Abbott e Costello contra Frankenstein (1948), O Tirano (1951), O Monstro da Lagoa Negra (1954), O Templo do Pavor (1956), Imitação da Vida (1959), Sanha Diabólica (1959), Papai Ganso (1964), Aeroporto (1970) e a sitcom Os Monstros (1964-66). Mais tarde, Bud também fez muitos filmes para a TV, como The Outsider (1967), Galeria do Terror (1969) e I Love a Mystery (1973).

A estrela na Calçada da Fama de Hollywood da família Westmore.

Em 1957, a Mattel pediu a ele para criar a maquiagem de sua boneca que logo se tornaria um ícone, a Barbie.

## Vida pessoal
Westmore casou-se em 1937 com a atriz e cantora Martha Raye. Mais tarde, ele se casou com Rosemary Lane, uma das irmãs Lane, com quem teve uma filha e, mais tarde, Jeanne Shores com quem teve quatro filhos

## Morte
Westmore morreu aos 55 anos em 24 de junho de 1973, devido a um ataque cardíaco.